# Martin Huff
Martin W. Huff (* 14. Dezember 1959 in Köln) ist ein deutscher Rechtsanwalt und Publizist.

## Leben
Nach dem Abitur absolvierte Huff das Studium der Rechtswissenschaften mit wirtschaftswissenschaftlicher Zusatzausbildung an der Universität Bayreuth. In den Jahren 1982 bis 1985 war er als wissenschaftlicher Mitarbeiter am Lehrstuhl für Strafrecht bei Harro Otto tätig. Im Jahr 1985 bestand er das Zweite juristische Staatsexamen.
Seit Anfang 1986 ist er als Rechtsanwalt tätig.

## Beruflicher Werdegang
Von 1985 bis Ende 1990 war Huff als Redakteur der Neuen Juristischen Wochenschrift, danach als Chefredakteur der Europäischen Zeitschrift für Wirtschaftsrecht (EuZW) tätig. Im Jahre 1991 wechselte er dann in die Wirtschaftsredaktion der Frankfurter Allgemeine Zeitung und ist dort bis 1999 geblieben. Für seine Tätigkeit wurde er mit dem Pressepreis 1999 des Deutschen Anwaltvereins ausgezeichnet.
In den Jahren April 1999 bis April 2001 war Huff Pressesprecher des Hessischen Ministeriums der Justiz (Ministerialrat) in Wiesbaden. Dort war er zudem verantwortlich für Grundsatzfragen der Aus- und Fortbildung der Richter und Staatsanwälte sowie der Personalentwicklung.
Von 2001 bis zum Ende 2005 war Huff als einer der beiden Prokuristen und Chefredakteur (u. a. der „Neuen Juristischen Wochenschrift“) beim Verlag C. H. Beck oHG tätig. Von 2006 bis 2008 wechselte er zum Medienkonzern Wolters Kluwer Deutschland (z. B. Verlage Heymanns, Luchterhand und Werner) als Leiter der Unternehmenskommunikation (Mitglied der Geschäftsführung) und als Chefredakteur von Zeitschriften in der Verlagsgruppe Recht.
Von Oktober 2008 bis September 2022 war er als Geschäftsführer der Rechtsanwaltskammer Köln tätig. Er ist jetzt Rechtsanwalt in der eigenen Kanzlei Huff & Speisebecher RA GmbH, Singen (Hohentwiel).

## Weiteres Engagement und Lehrtätigkeit
Von 1982 bis 2022 bekleidete Huff die Position des Pressesprechers und eines der Tagungsleiter des Deutschen Juristentages e. V. In den Jahren 2001 und 2007 war er als Pressesprecher der Europäischen Juristentage aktiv.
Seit 1987 gehört Huff als Mitglied der Expertenrunde Recht der Stiftung Warentest an.
2012 bis 2023 war Huff als nebenamtliches Mitglied des Landesjustizprüfungsamtes Nordrhein-Westfalen tätig, jetzt übt er die gleiche Tätigkeit in Baden-Württemberg aus. 
Darüber hinaus war Huff mehrjähriger Dozent an der Technischen Hochschule Köln Köln, dort hält er u. a. Vorlesungen zum Medienstrafrecht, Verlagsrecht, Einführung in das Presserecht. An der Rheinischen Fachhochschule Köln hält er die Vorlesung „Legal Tech für Wirtschaftsjuristen“. Seit 2023 hat er einen Lehrauftrag für "Anwaltliches Berufsrecht" an der Universität Konstanz. 
Er ist ständiger Autor z. B. des Südkurier, des Kölner Stadtanzeigers und der Zeitschrift „Anwalt und Kanzlei“ und des Portals www.lto.de.

## Werke (Auswahl)
- Justiz und Öffentlichkeit (= Schriftenreihe der Juristischen Gesellschaft zu Berlin. Band 146). de Gruyter, Berlin / New York 1996, ISBN 3-11-015360-2.
- mit Herbert Landau und Hermann Stephan (Hrsg.): Freiheit zur Verantwortung. Festschrift für Karl-Heinz Koch zum 75. Geburtstag am 14. Oktober 1999. Luchterhand, Neuwied/Kriftel 1999, ISBN 3-472-04006-8.
- mit Felix Breidenstein und Jochen Mignat: Wirtschaft & Recht – Fakten und Trends 2002. Jahrbuch für Management und Wirtschaftsanwälte. Frankfurt am Main 2003, ISBN 3-89843-056-1.
- mit Felix Breidenstein und Jochen Mignat: Wirtschaft & Recht – Fakten und Trends 2003/2004. Jahrbuch für Management und Wirtschaftsanwälte. Frankfurt am Main 2003, ISBN 3-89843-100-2.
- mit Henning Löwe: Anwaltliches Berufsrecht. 2022/2023. Reguvis Verlag, 2022, ISBN 978-3-8462-1324-7.

| Personendaten    | Personendaten                        |
| ---------------- | ------------------------------------ |
| NAME             | Huff, Martin                         |
| ALTERNATIVNAMEN  | Huff, Martin W.                      |
| KURZBESCHREIBUNG | deutscher Rechtsanwalt und Publizist |
| GEBURTSDATUM     | 14. Dezember 1959                    |
| GEBURTSORT       | Köln                                 |